# Heddleichthys
Heddleichthys — рід доісторичних саркоптеригів (лопатепері «риби»), з кінця девонського періоду (фамен). Він був виявлений у формації Dura Den, Шотландія. Heddleichthys є похідним тристихоперид, першим з Британії.